# Parabolische Koordinaten

Koordinatennetz der parabolischen Koordinaten in der Ebene. Der gemeinsame Brennpunkt aller Parabeln liegt auf der senkrechten Symmetrieachse in der Mitte des Bildes.

Parabolische Koordinaten bilden ein Orthogonales Koordinatensystem, dessen Niveaulinien einen parabelförmigen Verlauf haben, siehe Bild. Die Parabeln haben alle denselben, im Ursprung liegenden Brennpunkt und heißen daher konfokal. Parabolische Koordinaten erlauben immer eine Trennung der Veränderlichen in der Laplace- und Helmholtz-Gleichung.:8 Anwendung finden diese Koordinaten beispielsweise beim Stark-Effekt.
Die Drehung um die im Bild senkrecht liegende Symmetrieachse liefert #Axialsymmetrische parabolische Koordinaten (englisch parabolic-coordinates:34) und durch Extrusion senkrecht zur xy-Ebene (in z-Richtung) entstehen #Parabolische Zylinderkoordinaten (englisch parabolic-cylinder coordinates:21.) Die formale Fortsetzung des Konzepts der konfokalen Parabeln der Ebene in den dreidimensionalen Raum führt auf die #Paraboloid-Koordinaten (englisch paraboloidal coordinates:664:44).
Zur Lösung der Gleichungen in parabolischen Zylinderkoordinaten wurden spezielle parabolische Zylinderfunktionen definiert.:138

## Ebene parabolische Koordinaten
In der xy-Ebene des Bildes oben gilt mit parabolischen Koordinaten {\displaystyle \mu ,\nu \in \mathbb {R} ,\,\mu \geq 0}
{\displaystyle {\begin{pmatrix}x\\y\end{pmatrix}}={\begin{pmatrix}\mu \nu \\{\frac {1}{2}}(\nu ^{2}-\mu ^{2})\end{pmatrix}},\quad {\begin{pmatrix}\mu \\\nu \end{pmatrix}}={\begin{pmatrix}{\sqrt {{\sqrt {x^{2}+y^{2}}}-y}}\\{\rm {sign}}(x)\left({\sqrt {y^{2}+x^{2}}}+y\right)\end{pmatrix}}}
wo sign das Vorzeichen seines Arguments ausgibt. Die Kurven, auf denen μ konstant ist (was die Niveaulinien von μ in der xy-Ebene sind,) bilden die nach oben (d. h. in positiver y-Richtung) offenen konfokalen Parabeln
{\displaystyle y=-{\frac {\mu ^{2}}{2}}+{\frac {x^{2}}{2\mu ^{2}}}}
grün im Bild, während die Niveaulinien von ν nach unten offene konfokale Parabeln sind:
{\displaystyle y={\frac {\nu ^{2}}{2}}-{\frac {x^{2}}{2\nu ^{2}}}}
rot im Bild. Fasst man die Ebene als komplexe Ebene auf mit imaginärer Einheit i2=-1, so gilt
{\displaystyle x+{\rm {i}}y=-{\frac {\rm {i}}{2}}(\mu +{\rm {i}}\nu )^{2}.}
Die Potenzierung komplexer Zahlen mit reellem Exponenten ist eine Holomorphe Funktion, was die Orthogonalität der parabolischen Koordinaten in der Ebene begründet.

### Metrische Faktoren, Weg- und Flächenelemente in der Ebene
Die kovarianten Basisvektoren sind
{\displaystyle {\vec {g}}_{\mu }={\frac {\partial }{\partial \mu }}{\begin{pmatrix}x\\y\end{pmatrix}}={\begin{pmatrix}\nu \\-\mu \end{pmatrix}},\quad {\vec {g}}_{\nu }={\frac {\partial }{\partial \nu }}{\begin{pmatrix}x\\y\end{pmatrix}}={\begin{pmatrix}\mu \\\nu \end{pmatrix}}}
die, wie es sein muss, senkrecht zueinander sind, und deren Beträge die metrischen Faktoren sind:
{\displaystyle h_{\mu }:=|{\vec {g}}_{\mu }|={\sqrt {\mu ^{2}+\nu ^{2}}},\quad h_{\nu }:=|{\vec {g}}_{\nu }|={\sqrt {\mu ^{2}+\nu ^{2}}}=h_{\mu }:=h}
Das parabolische Orthonormalsystem ist dementsprechend
{\displaystyle {\hat {c}}_{\mu }={\frac {1}{h}}{\begin{pmatrix}\nu \\-\mu \end{pmatrix}},\quad {\hat {c}}_{\nu }={\frac {1}{h}}{\begin{pmatrix}\mu \\\nu \end{pmatrix}}}
Das Linien- und Flächenelement ergibt sich zu
{\displaystyle {\begin{aligned}{\rm {d}}{\vec {r}}=&{\vec {g}}_{\mu }{\rm {d}}\mu +{\vec {g}}_{\nu }{\rm {d}}\nu \\{\rm {d}}s^{2}:=&|{\rm {d}}{\vec {r}}|^{2}=h^{2}({\rm {d}}\mu ^{2}+{\rm {d}}\nu ^{2})\\{\rm {d}}A:=&h^{2}{\rm {d}}\mu \,{\rm {d}}\nu \end{aligned}}}

### Operatoren in der Ebene
Die üblichen Differentialoperatoren führt die Tabelle auf:21 {\displaystyle (h={\sqrt {\mu ^{2}+\nu ^{2}}},{\vec {v}}=v_{\mu }{\hat {c}}_{\mu }+v_{\nu }{\hat {c}}_{\nu })}
| Gradient         | {\displaystyle {\rm {grad}}\,f={\frac {1}{h}}\left({\hat {c}}_{\mu }{\frac {\partial f}{\partial \mu }}+{\hat {c}}_{\nu }{\frac {\partial f}{\partial \nu }}\right)} |
| Divergenz        | {\displaystyle {\rm {div}}\,{\vec {v}}={\frac {1}{h^{2}}}\left({\frac {\partial (hv_{\mu })}{\partial \mu }}+{\frac {\partial (hv_{\nu })}{\partial \nu }}\right)}   |
| Rotation         | {\displaystyle {\rm {rot}}\,{\vec {v}}={\frac {1}{h^{2}}}\left({\frac {\partial (hv_{\nu })}{\partial \mu }}-{\frac {\partial (hv_{\mu })}{\partial \nu }}\right)}   |
| Laplace-Operator | {\displaystyle \Delta f={\frac {1}{h^{2}}}\left({\frac {\partial ^{2}f}{\partial \mu ^{2}}}+{\frac {\partial ^{2}f}{\partial \nu ^{2}}}\right)}                      |

### Lösung der Laplace- und Helmholtz-Gleichung in der Ebene
Die besondere Form des Laplace-Operators erlaubt eine Lösung der Helmholtz-Gleichung durch multiplikative Trennung der Veränderlichen gemäß dem Separationsansatz:22
{\displaystyle \phi (\mu ,\nu )=M(\mu )\cdot N(\nu )}
Mit obigem Laplace-Operator entsteht die Helmholtz-Gleichung:
{\displaystyle \Delta \phi (\mu ,\nu )={\frac {1}{\mu ^{2}+\nu ^{2}}}\left({\frac {{\rm {d}}^{2}M}{{\rm {d}}\mu ^{2}}}N+M{\frac {{\rm {d}}^{2}N}{{\rm {d}}\nu ^{2}}}\right)=\lambda \cdot M\cdot N}
Multiplikation beider Seiten mit {\displaystyle {\tfrac {\mu ^{2}+\nu ^{2}}{M\cdot N}}} liefert umgestellt
{\displaystyle {\frac {\frac {{\rm {d}}^{2}M}{{\rm {d}}\mu ^{2}}}{M}}-\lambda \mu ^{2}=\lambda \nu ^{2}-{\frac {\frac {{\rm {d}}^{2}N}{{\rm {d}}\nu ^{2}}}{N}}}
Weil die linke Seite nur von μ und die rechte nur von ν abhängt, stehen auf beiden Seiten Konstanten:
{\displaystyle {\begin{aligned}{\frac {\frac {{\rm {d}}^{2}M}{{\rm {d}}\mu ^{2}}}{M}}-\lambda \mu ^{2}=\kappa ^{2}\rightarrow {\frac {{\rm {d}}^{2}M}{{\rm {d}}\mu ^{2}}}-(\lambda \mu ^{2}+\kappa ^{2})M=0\\\lambda \nu ^{2}-{\frac {\frac {{\rm {d}}^{2}N}{{\rm {d}}\nu ^{2}}}{N}}=\kappa ^{2}\rightarrow {\frac {{\rm {d}}^{2}N}{{\rm {d}}\nu ^{2}}}-(\lambda \nu ^{2}-\kappa ^{2})N=0\end{aligned}}}
Rechts stehen Webersche Differentialgleichungen, die von parabolischen Zylinderfunktionen erfüllt werden.:138.
Im Fall der Laplace-Gleichung ist λ=0 und die Lösungsfunktion kann mit dem Sinus und Cosinus sowie dem Sinus hyperbolicus und Kosinus hyperbolicus ausgedrückt werden:
{\displaystyle \phi (\mu ,\nu )=[A\sinh(\kappa \mu )+B\cosh(\kappa \mu )][C\sin(\kappa \nu )+D\cos(\kappa \nu )]}
Die Konstanten A, B, C, D und κ dienen der Anpassung an Randbedingungen. Wenn die Separationskonstante κ2 mit negativem Vorzeichen angesetzt wird, vertauschen sich in der Lösungsfunktion die Winkelfunktionen durch die Hyperbelfunktionen und umgekehrt.

## Axialsymmetrische parabolische Koordinaten

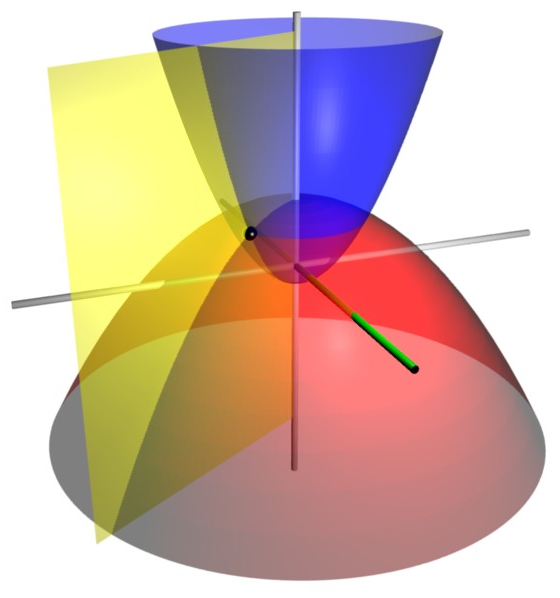
Koordinatenflächen der (räumlichen) parabolischen Koordinaten. Das rote Paraboloid entspricht μ=2, das blaue ν=1 und die gelbe Halbebene ψ=−60°.

Durch Rotation der Parabeln um ihre Symmetrieachse entstehen rotierte parabolische Koordinaten, wobei die Parabeln Rotationsflächen  formen, siehe Bild.:34 Für eine ein-eindeutige Beziehung zwischen den Kartesischen Koordinaten und den parabolischen Koordinaten wird nur die rechte Halbebene gedreht, sodass mit den  Einschränkungen {\displaystyle \mu ,\nu ,\psi \in \mathbb {R} ^{\geq 0},\psi <2\pi } die Zusammenhänge 
{\displaystyle {\begin{aligned}&{\vec {r}}(\mu ,\nu ,\psi )={\begin{pmatrix}x\\y\\z\end{pmatrix}}={\begin{pmatrix}\mu \nu \cos \psi \\\mu \nu \sin \psi \\{\frac {1}{2}}(\mu ^{2}-\nu ^{2})\end{pmatrix}}\\&{\begin{pmatrix}\mu \\\nu \\\psi \end{pmatrix}}={\begin{pmatrix}{\sqrt {r+z}}\\{\sqrt {r-z}}\\{\rm {atan2}}(y,x)\end{pmatrix}},\;r={\sqrt {x^{2}+y^{2}+z^{2}}}\end{aligned}}}
ein-eindeutig sind. Darin ist atan2 eine Umkehrfunktion des Tangens.

### Metrische Faktoren, Weg- und Flächenelemente in rotierten Koordinaten
Die kovarianten Basisvektoren sind
{\displaystyle g_{\mu }={\frac {\partial {\vec {r}}}{\partial \mu }}={\begin{pmatrix}\nu \cos(\psi )\\\nu \sin(\psi )\\\mu \end{pmatrix}},\;g_{\nu }={\frac {\partial {\vec {r}}}{\partial \nu }}={\begin{pmatrix}\mu \cos(\psi )\\\mu \sin(\psi )\\-\nu \end{pmatrix}},\;g_{\psi }={\frac {\partial {\vec {r}}}{\partial \psi }}={\begin{pmatrix}-\mu \nu \sin(\psi )\\\mu \nu \cos(\psi )\\0\end{pmatrix}}}
aus denen sich die metrischen Faktoren
{\displaystyle h_{\mu }:=|{\vec {g}}_{\mu }|=h_{\nu }:=|{\vec {g}}_{\nu }|=:h={\sqrt {\mu ^{2}+\nu ^{2}}},\quad h_{\psi }:=|{\vec {g}}_{\psi }|=\mu \nu }
ergeben. Das parabolische Orthonormalsystem besteht demzufolge aus den Produkten der Basisvektoren mit den zugehörigen metrischen Faktoren:
{\displaystyle {\hat {c}}_{\mu }={\frac {1}{h_{\mu }}}{\begin{pmatrix}\nu \cos(\psi )\\\nu \sin(\psi )\\\mu \end{pmatrix}},\quad {\hat {c}}_{\nu }={\frac {1}{h_{\nu }}}{\begin{pmatrix}\mu \cos(\psi )\\\mu \sin(\psi )\\-\nu \end{pmatrix}},\quad {\hat {c}}_{\psi }={\begin{pmatrix}-\sin(\psi )\\\cos(\psi )\\0\end{pmatrix}}}
Die Linien-, Flächen- und Volumenelemente ergeben sich zu
{\displaystyle {\begin{aligned}{\rm {d}}{\vec {r}}=&{\vec {g}}_{\mu }\,{\rm {d}}\mu +{\vec {g}}_{\nu }\,{\rm {d}}\nu +{\vec {g}}_{\psi }\,{\rm {d}}\psi \\{\rm {d}}s^{2}:=&|{\rm {d}}{\vec {r}}|^{2}=h^{2}({\rm {d}}\mu ^{2}+{\rm {d}}\nu ^{2})+\mu ^{2}\nu ^{2}\,{\rm {d}}\psi ^{2}\\\mathrm {d} {\vec {a}}=&+h^{2}{\hat {c}}_{\psi }\,\mathrm {d} \mu \,\mathrm {d} \nu +h\mu \nu {\hat {c}}_{\mu }\,\mathrm {d} \nu \,\mathrm {d} \psi +h\mu \nu {\hat {c}}_{\nu }\,\mathrm {d} \psi \,\mathrm {d} \mu \\\mathrm {d} V=&h^{2}\mu \nu \,\mathrm {d} \mu \,\mathrm {d} \nu \,\mathrm {d} \psi \end{aligned}}}

### Operatoren in rotierten Koordinaten
Die üblichen Differentialoperatoren führt die Tabelle auf:35 {\displaystyle (h={\sqrt {\mu ^{2}+\nu ^{2}}},{\vec {v}}=v_{\mu }{\hat {c}}_{\mu }+v_{\nu }{\hat {c}}_{\nu }+v_{\psi }{\hat {c}}_{\psi })}
| Gradient         | {\displaystyle {\rm {grad}}\,f={\frac {1}{h}}\left({\hat {c}}_{\mu }{\frac {\partial f}{\partial \mu }}+{\hat {c}}_{\nu }{\frac {\partial f}{\partial \nu }}\right)+{\frac {{\hat {c}}_{\psi }}{\mu \nu }}{\frac {\partial f}{\partial \psi }}} |
| Divergenz        | {\displaystyle {\rm {div}}\,{\vec {v}}={\frac {1}{h^{2}}}\left({\frac {1}{\mu }}{\frac {\partial (h\mu v_{\mu })}{\partial \mu }}+{\frac {1}{\nu }}{\frac {\partial (h\nu v_{\nu })}{\partial \nu }}\right)+{\frac {1}{\mu \nu }}{\frac {\partial v_{\psi }}{\partial \psi }}} |
| Rotation         | {\displaystyle {\rm {rot}}\,{\vec {v}}={\frac {{\hat {c}}_{\mu }}{h\mu \nu }}\left[{\frac {\partial (\mu \nu v_{\psi })}{\partial \nu }}-{\frac {\partial (hv_{\nu })}{\partial \psi }}\right]+{\frac {{\hat {c}}_{\nu }}{h\mu \nu }}\left[{\frac {\partial (hv_{\mu })}{\partial \psi }}-{\frac {\partial (\mu \nu v_{\psi })}{\partial \mu }}\right]+{\frac {{\hat {c}}_{\psi }}{h^{2}}}\left[{\frac {\partial (hv_{\nu })}{\partial \mu }}-{\frac {\partial (hv_{\mu })}{\partial \nu }}\right]} |
| Laplace-Operator | {\displaystyle \Delta f={\frac {1}{h^{2}}}\left[{\frac {\partial ^{2}f}{\partial \mu ^{2}}}+{\frac {1}{\mu }}{\frac {\partial f}{\partial \mu }}+{\frac {1}{\nu }}{\frac {\partial f}{\partial \nu }}+{\frac {\partial ^{2}f}{\partial \nu ^{2}}}\right]+{\frac {1}{\mu ^{2}\nu ^{2}}}{\frac {\partial ^{2}f}{\partial \psi ^{2}}}} |

### Lösung der Laplace- und Helmholtz-Gleichung in rotierten Koordinaten
Die Helmholtz-Gleichung {\displaystyle \Delta \phi =\lambda \phi } schreibt sich mit obigem Laplace-Operator:
{\displaystyle {\frac {1}{\mu ^{2}+\nu ^{2}}}\left[{\frac {\partial ^{2}\phi }{\partial \mu ^{2}}}+{\frac {1}{\mu }}{\frac {\partial \phi }{\partial \mu }}+{\frac {1}{\nu }}{\frac {\partial \phi }{\partial \nu }}+{\frac {\partial ^{2}\phi }{\partial \nu ^{2}}}\right]+{\frac {1}{\mu ^{2}\nu ^{2}}}{\frac {\partial ^{2}\phi }{\partial \psi ^{2}}}=\lambda \phi }
Mit dem Separationsansatz:36
{\displaystyle \phi (\mu ,\nu ,\psi )=M(\mu )\cdot N(\nu )\cdot \Psi (\psi )}
liefert Multiplikation der Helmholtz-Gleichung mit {\displaystyle {\tfrac {\mu ^{2}\nu ^{2}}{MN\Psi }}}
{\displaystyle {\frac {\mu ^{2}\nu ^{2}}{\mu ^{2}+\nu ^{2}}}\left[{\frac {\frac {{\rm {d}}^{2}M}{{\rm {d}}\mu ^{2}}}{M}}+{\frac {\frac {{\rm {d}}M}{{\rm {d}}\mu }}{\mu M}}+{\frac {\frac {{\rm {d}}N}{{\rm {d}}\nu }}{\nu N}}+{\frac {\frac {{\rm {d}}^{2}N}{{\rm {d}}\nu ^{2}}}{N}}\right]+{\frac {\frac {{\rm {d}}^{2}\Psi }{{\rm {d}}\psi ^{2}}}{\Psi }}=\lambda \mu ^{2}\nu ^{2}}
Nur der letzte Bruch auf der linken Seite hängt von ψ ab, weswegen er eine Konstante κ darstellt:
{\displaystyle {\frac {\frac {{\rm {d}}^{2}\Psi }{{\rm {d}}\psi ^{2}}}{\Psi }}=\kappa }
Einsetzen von κ gestattet auch μ und ν voneinander zu trennen:
{\displaystyle {\frac {\frac {{\rm {d}}^{2}M}{{\rm {d}}\mu ^{2}}}{M}}+{\frac {\frac {{\rm {d}}M}{{\rm {d}}\mu }}{\mu M}}+{\frac {\kappa }{\mu ^{2}}}-\lambda \mu ^{2}=\lambda \nu ^{2}-{\frac {\kappa }{\nu ^{2}}}-{\frac {\frac {{\rm {d}}N}{{\rm {d}}\nu }}{\nu N}}-{\frac {\frac {{\rm {d}}^{2}N}{{\rm {d}}\nu ^{2}}}{N}}}
Weil die linke Seite nur von μ und die rechte nur von ν abhängen, können beide Seiten der Gleichung mit einer Konstanten η gleichgesetzt werden, was auf die Differentialgleichungen
{\displaystyle {\begin{aligned}{\frac {\mathrm {d} ^{2}M}{\mathrm {d} \mu ^{2}}}+{\frac {1}{\mu }}{\frac {\mathrm {d} M}{\mathrm {d} \mu }}+\left({\frac {\kappa }{\mu ^{2}}}-\eta -\lambda \mu ^{2}\right)M=&0\\{\frac {\mathrm {d} ^{2}N}{\mathrm {d} \nu ^{2}}}+{\frac {1}{\nu }}{\frac {\mathrm {d} N}{\mathrm {d} \nu }}+\left({\frac {\kappa }{\nu ^{2}}}+\eta -\lambda \nu ^{2}\right)N=&0\\{\frac {\mathrm {d} ^{2}\Psi }{\mathrm {d} \psi ^{2}}}-\kappa \Psi =&0\end{aligned}}}
führt, für die es Lösungen gibt.:36

## Parabolische Zylinderkoordinaten

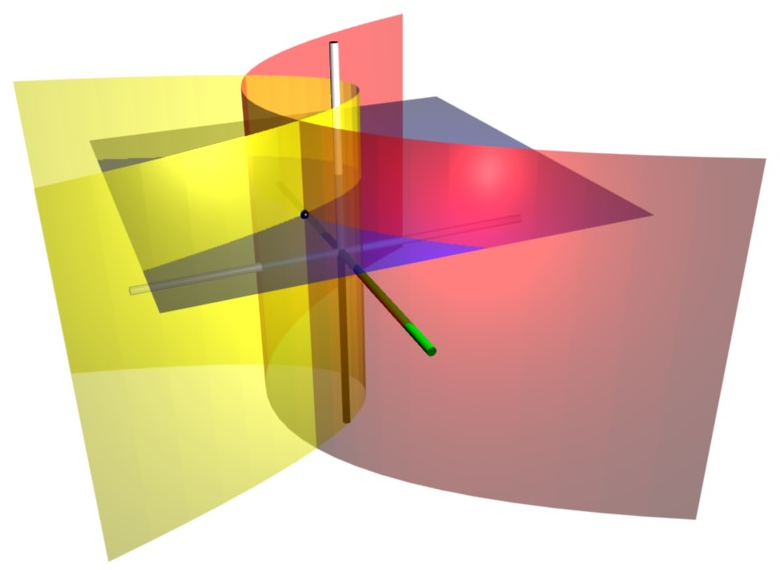
Koordinatenflächen der parabolischen Zylinderkoordinaten. Der rote parabolische Zylinder entspricht μ=2, der gelbe ν=1 und die blaue Ebene z=2.

Die parabolischen Zylinderkoordinaten entstehen aus den ebenen parabolischen Koordinaten des vorangegangenen Abschnitts durch Extrusion senkrecht zur xy-Ebene in z-Richtung, sodass viele Eigenschaften von dort hierher übertragen werden können.
Die parabolischen Zylinderkoordinaten {\displaystyle (\mu ,\nu ,z)} und die kartesischen {\displaystyle (x,y,z)} hängen wie folgt zusammen:
{\displaystyle {\begin{pmatrix}x\\y\\z\end{pmatrix}}={\begin{pmatrix}\mu \nu \\{\frac {1}{2}}(\nu ^{2}-\mu ^{2})\\z\end{pmatrix}},\quad {\begin{pmatrix}\mu \\\nu \\z\end{pmatrix}}={\begin{pmatrix}{\sqrt {{\sqrt {x^{2}+y^{2}}}-y}}\\{\rm {sign}}(x)\left({\sqrt {y^{2}+x^{2}}}+y\right)\\z\end{pmatrix}}}
Die Niveauflächen, auf denen μ konstant ist, sind in positiver y-Richtung offene konfokale parabolische Zylinder:140 mit
{\displaystyle y=-{\frac {\mu ^{2}}{2}}+{\frac {x^{2}}{2\mu ^{2}}}}
rot im Bild, während die Niveauflächen von ν die in negativer y-Richtung  offenen konfokalen parabolischen Zylinder sind:
{\displaystyle y={\frac {\nu ^{2}}{2}}-{\frac {x^{2}}{2\nu ^{2}}}}
gelb im Bild. Die Niveauflächen mit z=const. sind zueinander parallele Ebenen, blau im Bild.

### Metrische Faktoren, Weg- und Flächenelemente in parabolischen Zylinderkoordinaten
Die Kovarianten Basisvektoren sind
{\displaystyle {\vec {g}}_{\mu }={\frac {\partial }{\partial \mu }}{\begin{pmatrix}x\\y\\z\end{pmatrix}}={\begin{pmatrix}\nu \\-\mu \\0\end{pmatrix}},\quad {\vec {g}}_{\nu }={\frac {\partial }{\partial \nu }}{\begin{pmatrix}x\\y\\z\end{pmatrix}}={\begin{pmatrix}\mu \\\nu \\0\end{pmatrix}},\quad {\vec {g}}_{z}={\frac {\partial }{\partial z}}{\begin{pmatrix}x\\y\\z\end{pmatrix}}={\begin{pmatrix}0\\0\\1\end{pmatrix}}}
die, wie es sein muss, senkrecht zueinander sind, und deren Beträge die metrischen Faktoren sind:
{\displaystyle h_{\mu }:=|{\vec {g}}_{\mu }|={\sqrt {\mu ^{2}+\nu ^{2}}},\quad h_{\nu }:=|{\vec {g}}_{\nu }|={\sqrt {\mu ^{2}+\nu ^{2}}}=h_{\mu }:=h,\quad h_{z}:=|{\vec {g}}_{z}|=1}
Das parabolische zylindrische Orthonormalsystem ist dementsprechend
{\displaystyle {\hat {c}}_{\mu }={\frac {1}{h_{\mu }}}{\begin{pmatrix}\nu \\-\mu \\0\end{pmatrix}},\quad {\hat {c}}_{\nu }={\frac {1}{h_{\nu }}}{\begin{pmatrix}\mu \\\nu \\0\end{pmatrix}},\quad {\hat {c}}_{z}={\begin{pmatrix}0\\0\\1\end{pmatrix}}}
Das Linien-, Flächen- und Volumenelement lauten
{\displaystyle {\begin{aligned}{\rm {d}}{\vec {r}}=&h{\hat {c}}_{\mu }\,{\rm {d}}\mu +h{\hat {c}}_{\nu }\,{\rm {d}}\nu +{\hat {c}}_{z}\,{\rm {d}}z\\{\rm {d}}s^{2}:=&|{\rm {d}}{\vec {r}}|^{2}=h^{2}({\rm {d}}\mu ^{2}+{\rm {d}}\nu ^{2})+{\rm {d}}z^{2}\\{\rm {d}}A:=&h{\hat {c}}_{\nu }\,{\rm {d}}\mu \,\,{\rm {d}}z+h{\hat {c}}_{\mu }\,{\rm {d}}\nu \,{\rm {d}}z+h^{2}{\hat {c}}_{z}\,{\rm {d}}\nu \,{\rm {d}}\mu \\{\rm {d}}V:=&h^{2}{\rm {d}}\mu \,{\rm {d}}\nu \,{\rm {d}}z\end{aligned}}}

### Operatoren in parabolischen Zylinderkoordinaten
Die üblichen Differentialoperatoren führt die Tabelle auf:21 {\displaystyle (h={\sqrt {\mu ^{2}+\nu ^{2}}},{\vec {v}}=v_{\mu }{\hat {c}}_{\mu }+v_{\nu }{\hat {c}}_{\nu }+v_{z}{\hat {c}}_{z})}
| Gradient         | {\displaystyle {\rm {grad}}\,f={\frac {1}{h}}\left({\hat {c}}_{\mu }{\frac {\partial f}{\partial \mu }}+{\hat {c}}_{\nu }{\frac {\partial f}{\partial \nu }}\right)+{\hat {c}}_{z}{\frac {\partial f}{\partial z}}} |
| Divergenz        | {\displaystyle {\rm {div}}\,{\vec {v}}={\frac {1}{h^{2}}}\left({\frac {\partial (hv_{\mu })}{\partial \mu }}+{\frac {\partial (hv_{\nu })}{\partial \nu }}\right)+{\frac {\partial v_{z}}{\partial z}}} |
| Rotation         | {\displaystyle {\rm {rot}}\,{\vec {v}}={\frac {{\hat {c}}_{\mu }}{h}}\left[{\frac {\partial v_{z}}{\partial \nu }}-{\frac {\partial (hv_{\nu })}{\partial z}}\right]+{\frac {{\hat {c}}_{\nu }}{h}}\left[{\frac {\partial (hv_{\mu })}{\partial z}}-{\frac {\partial v_{z}}{\partial \mu }}\right]+{\frac {{\hat {c}}_{z}}{h^{2}}}\left[{\frac {\partial (hv_{\nu })}{\partial \mu }}-{\frac {\partial (hv_{\mu })}{\partial \nu }}\right]} |
| Laplace-Operator | {\displaystyle \Delta f={\frac {1}{h^{2}}}\left({\frac {\partial ^{2}f}{\partial \mu ^{2}}}+{\frac {\partial ^{2}f}{\partial \nu ^{2}}}\right)+{\frac {\partial ^{2}f}{\partial z^{2}}}} |

### Lösung der Laplace- und Helmholtz-Gleichung in parabolischen Zylinderkoordinaten
Die multiplikative Trennung der Veränderlichen verläuft ähnlich wie bei der #Lösung der Laplace- und Helmholtz-Gleichung in der Ebene, es muss nur die z-Koordinate hinzugenommen werden:22
{\displaystyle \phi (\mu ,\nu )=M(\mu )\cdot N(\nu )\cdot Z(z)}
Mit obigem Laplace-Operator entsteht die Helmholtz-Gleichung:
{\displaystyle \Delta \phi (\mu ,\nu )={\frac {1}{\mu ^{2}+\nu ^{2}}}\left({\frac {{\rm {d}}^{2}M}{{\rm {d}}\mu ^{2}}}NZ+M{\frac {{\rm {d}}^{2}N}{{\rm {d}}\nu ^{2}}}Z\right)+MN{\frac {{\rm {d}}^{2}Z}{{\rm {d}}z^{2}}}=\lambda MNZ}
Division beider Seiten durch {\displaystyle MNZ} liefert
{\displaystyle {\frac {1}{\mu ^{2}+\nu ^{2}}}\left({\frac {\frac {{\rm {d}}^{2}M}{{\rm {d}}\mu ^{2}}}{M}}+{\frac {\frac {{\rm {d}}^{2}N}{{\rm {d}}\nu ^{2}}}{N}}\right)+{\frac {\frac {{\rm {d}}^{2}Z}{{\rm {d}}z^{2}}}{Z}}=\lambda }
Auf der rechten Seite steht eine Konstante und nur der letzte Bruch auf der linken Seite hängt von z ab. Daher muss dieser Term ebenfalls konstant sein: 
{\displaystyle {\frac {\frac {{\rm {d}}^{2}Z}{{\rm {d}}z^{2}}}{Z}}:=\eta \rightarrow Z(z)=E\exp({\sqrt {\eta }}z)+F\exp(-{\sqrt {\eta }}z)}
Diese Konstante oben eingesetzt ergibt wie in der Ebene nur mit λ-η statt λ:
{\displaystyle {\begin{aligned}{\frac {{\rm {d}}^{2}M}{{\rm {d}}\mu ^{2}}}-[(\lambda -\eta )\mu ^{2}+\kappa ^{2}]M=0\\{\frac {{\rm {d}}^{2}N}{{\rm {d}}\nu ^{2}}}-[(\lambda -\eta )\nu ^{2}-\kappa ^{2}]N=0\end{aligned}}}
und die Lösung erfolgt auch wie dort.
Im Fall der Laplace-Gleichung ist λ=0 und die Lösungsfunktion kann mit dem Sinus und Cosinus sowie dem Sinus hyperbolicus und Kosinus hyperbolicus ausgedrückt werden:
{\displaystyle \phi (\mu ,\nu ,z)=[A\sinh(\kappa \mu )+B\cosh(\kappa \mu )][C\sin(\kappa \nu )+D\cos(\kappa \nu )][E\exp({\sqrt {\eta }}z)+F\exp(-{\sqrt {\eta }}z)]}
Die Konstanten A, B, C, D, E, F, η und κ dienen der Anpassung an Randbedingungen. Wenn die Separationskonstante κ2 mit negativem Vorzeichen angesetzt wird, vertauschen sich in der Lösungsfunktion die Winkelfunktionen durch die Hyperbelfunktionen und umgekehrt, und je nach Vorzeichen von η ist der von z abhängige Faktor eine Wellen- oder Exponentialfunktion.

## Paraboloid-Koordinaten

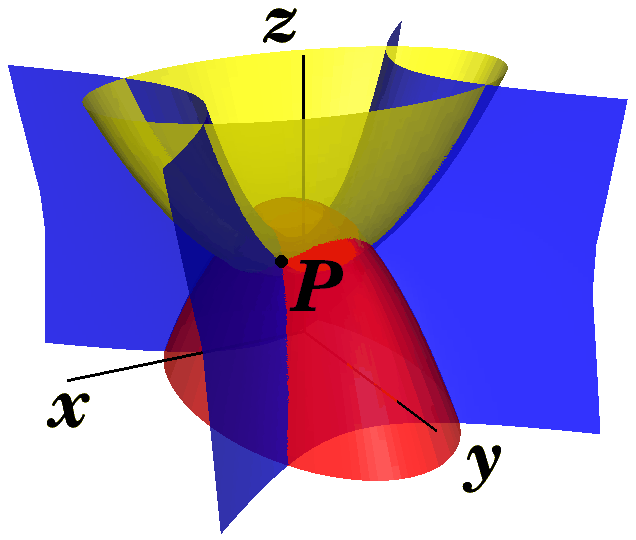
Koordinatenflächen der Paraboloid-Koordinaten mit a=60 und b=40. Das rote Paraboloid entspricht μ=70, das gelbe ν=30 und das blaue hyperbolische Paraboloid λ=50.

Die Paraboloid-Koordinaten (englisch paraboloidal coordinates:664:44) sind die formale Erweiterung des Konzepts der konfokalen Parabeln der Ebene in den dreidimensionalen Raum, siehe Bild. Hier bestimmen die Schnittpunkte zweier elliptischer Paraboloide (gelb und rot) und eines hyperbolischen Paraboloids (blau) die Koordinaten eines Punktes (P im Bild).
Die Paraboloid-Koordinaten {\displaystyle (\mu ,\lambda ,\nu )} und die kartesischen {\displaystyle (x,y,z)} hängen wie folgt zusammen::44
{\displaystyle {\vec {r}}:={\begin{pmatrix}x\\y\\z\end{pmatrix}}={\begin{pmatrix}{\sqrt {{\frac {4}{c}}(\mu -a)(a-\lambda )(a-\nu )}}\\{\sqrt {{\frac {4}{c}}(\mu -b)(\lambda -b)(b-\nu )}}\\\mu +\lambda +\nu -a-b\end{pmatrix}}} mit {\displaystyle c:=a-b,\;\mu >a>\lambda >b>\nu }
und b > 0. Nur die dritte Koordinate ν kann negative Werte annehmen. Die Niveauflächen, auf denen μ konstant ist, sind in negativer z-Richtung offene konfokale elliptische Paraboloide mit
{\displaystyle {\frac {x^{2}}{\mu -a}}+{\frac {y^{2}}{\mu -b}}=-4(z-\mu )}
rot im Bild, und die Niveauflächen von ν sind solche in positiver z-Richtung  offene:
{\displaystyle {\frac {x^{2}}{a-\nu }}+{\frac {y^{2}}{b-\nu }}=4(z-\nu )}
gelb im Bild. Die Niveauflächen mit λ=const. sind hyperbolische Paraboloide
{\displaystyle {\frac {x^{2}}{a-\lambda }}-{\frac {y^{2}}{\lambda -b}}=4(z-\lambda )}
blau im Bild.

### Darstellung mit Elliptischen Funktionen
Die Koordinaten können mit den drei grundlegenden Jacobischen Funktionen sinus– sn, cosinus– cn bzw. delta amplitudinis dn mit dem elliptischen Modul {\displaystyle k={\sqrt {b/a}}} und dem komplementären Parameter {\displaystyle k'={\sqrt {1-k^{2}}}={\sqrt {c/a}},\,c:=a-b} als Funktion dreier Parameter α, β und γ sowie Skalierung {\displaystyle d\in \mathbb {R} ^{>0}} dargestellt werden:664:
{\displaystyle {\begin{pmatrix}\mu \\\lambda \\\nu \end{pmatrix}}=a{\begin{pmatrix}{\frac {{\rm {dn}}(\alpha ,k)^{2}}{{\rm {cn}}(\alpha ,k)^{2}}}\\{\rm {dn}}(\gamma ,k')^{2}\\1-{\frac {{k'}^{2}}{{\rm {cn}}(\beta ,k)^{2}}}\end{pmatrix}}}
und
{\displaystyle {\begin{pmatrix}x\\y\\z\end{pmatrix}}={\frac {d}{2}}{\begin{pmatrix}2{\frac {{\rm {sn}}(\alpha ,k){\rm {sn}}(\gamma ,k')}{{\rm {cn}}(\alpha ,k){\rm {cn}}(\beta ,k)}}\\2{\frac {{\rm {sn}}(\beta ,k){\rm {cn}}(\gamma ,k')}{{\rm {cn}}(\alpha ,k){\rm {cn}}(\beta ,k)}}\\{\frac {{\rm {sn}}(\alpha ,k)^{2}}{{\rm {cn}}(\alpha ,k)^{2}}}-{\frac {{\rm {sn}}(\beta ,k)^{2}}{{\rm {cn}}(\beta ,k)^{2}}}+{\frac {{\rm {dn}}(\gamma ,k')^{2}}{{k'}^{2}}}\end{pmatrix}}={\frac {d}{c}}{\begin{pmatrix}{\sqrt {{\frac {1}{c}}(\mu -a)(a-\lambda )(a-\nu )}}\\{\sqrt {{\frac {1}{c}}(\mu -b)(\lambda -b)(b-\nu )}}\\{\frac {1}{2}}(\mu +\lambda +\nu -a-b)\\\end{pmatrix}}}
Die Niveauflächen sind dann
{\displaystyle {\begin{aligned}{\frac {x^{2}}{\mu -a}}+{\frac {y^{2}}{\mu -b}}=&-{\frac {d^{2}}{c^{2}}}\left({\frac {2cz}{d}}-\mu \right)\\{\frac {x^{2}}{a-\lambda }}-{\frac {y^{2}}{\lambda -b}}=&{\frac {d^{2}}{c^{2}}}\left({\frac {2cz}{d}}-\lambda \right)\\{\frac {x^{2}}{a-\nu }}+{\frac {y^{2}}{b-\nu }}=&{\frac {d^{2}}{c^{2}}}\left({\frac {2cz}{d}}-\nu \right)\end{aligned}}}

### Metrische Faktoren, Weg- und Flächenelemente in Paraboloid-Koordinaten
Die Kovarianten Basisvektoren sind
{\displaystyle {\begin{aligned}{\vec {g}}_{\mu }:=&{\frac {\partial {\vec {r}}}{\partial \mu }}={\begin{pmatrix}{\frac {2}{cx}}(a-\lambda )(a-\nu )\\{\frac {2}{cy}}(\lambda -b)(b-\nu )\\1\end{pmatrix}}\\{\vec {g}}_{\lambda }:=&{\frac {\partial {\vec {r}}}{\partial \lambda }}={\begin{pmatrix}-{\frac {2}{cx}}(\mu -a)(a-\nu )\\{\frac {2}{cy}}(\mu -b)(b-\nu )\\1\end{pmatrix}}\\{\vec {g}}_{\nu }:=&{\frac {\partial {\vec {r}}}{\partial \nu }}={\begin{pmatrix}-{\frac {2}{cx}}(\mu -a)(a-\lambda )\\-{\frac {2}{cy}}(\mu -b)(\lambda -b)\\1\end{pmatrix}}\end{aligned}}}
die, wie es sein muss, senkrecht zueinander sind, und deren Beträge die metrischen Faktoren sind:
{\displaystyle {\begin{aligned}h_{\mu }:=&|{\vec {g}}_{\mu }|={\sqrt {\frac {(\mu -\lambda )(\mu -\nu )}{(\mu -a)(\mu -b)}}}\\h_{\lambda }:=&|{\vec {g}}_{\lambda }|={\sqrt {\frac {(\mu -\lambda )(\lambda -\nu )}{(a-\lambda )(\lambda -b)}}}\\h_{\nu }:=&|{\vec {g}}_{\nu }|={\sqrt {\frac {(\mu -\nu )(\lambda -\nu )}{(a-\nu )(b-\nu )}}}\end{aligned}}}
Das paraboloide Orthonormalsystem ist dementsprechend
{\displaystyle {\begin{aligned}{\hat {c}}_{\mu }=&{\sqrt {\frac {(\mu -a)(\mu -b)}{(\mu -\lambda )(\mu -\nu )}}}{\begin{pmatrix}{\frac {2}{cx}}(a-\lambda )(a-\nu )\\{\frac {2}{cy}}(\lambda -b)(b-\nu )\\1\end{pmatrix}}\\{\hat {c}}_{\lambda }=&{\sqrt {\frac {(a-\lambda )(\lambda -b)}{(\mu -\lambda )(\lambda -\nu )}}}{\begin{pmatrix}-{\frac {2}{cx}}(\mu -a)(a-\nu )\\{\frac {2}{cy}}(\mu -b)(b-\nu )\\1\end{pmatrix}}\\{\hat {c}}_{\nu }=&{\sqrt {\frac {(a-\nu )(b-\nu )}{(\mu -\nu )(\lambda -\nu )}}}{\begin{pmatrix}-{\frac {2}{cx}}(\mu -a)(a-\lambda )\\-{\frac {2}{cy}}(\mu -b)(\lambda -b)\\1\end{pmatrix}}\end{aligned}}}
Das Linien-, Flächen- und Volumenelement lauten:45
{\displaystyle {\begin{aligned}{\rm {d}}{\vec {r}}=&h_{\mu }{\hat {c}}_{\mu }\,{\rm {d}}\mu +h_{\nu }{\hat {c}}_{\nu }\,{\rm {d}}\nu +h_{\lambda }{\hat {c}}_{\lambda }\,{\rm {d}}\lambda \\{\rm {d}}s^{2}:=&|{\rm {d}}{\vec {r}}|^{2}={\frac {(\mu -\nu )(\mu -\lambda )}{(\mu -b)(\mu -c)}}{\rm {d}}\mu ^{2}+{\frac {(\lambda -\nu )(\mu -\nu )}{(b-\nu )(c-\nu )}}{\rm {d}}\nu ^{2}+{\frac {(\lambda -\nu )(\mu -\lambda )}{(b-\lambda )(\lambda -c)}}{\rm {d}}\lambda ^{2}\\{\rm {d}}A:=&h_{\mu }h_{\lambda }{\hat {c}}_{\nu }\,{\rm {d}}\mu \,\,{\rm {d}}\lambda +h_{\lambda }h_{\nu }{\hat {c}}_{\mu }\,{\rm {d}}\lambda \,\,{\rm {d}}\nu +h_{\nu }h_{\mu }{\hat {c}}_{\lambda }\,{\rm {d}}\nu \,\,{\rm {d}}\mu \\{\rm {d}}V:=&{\frac {(\mu -\lambda )(\lambda -\nu )(\mu -\nu )}{\sqrt {(\mu -a)(\mu -b)(a-\lambda )(\lambda -b)(a-\nu )(b-\nu )}}}{\rm {d}}\mu \,{\rm {d}}\lambda \,{\rm {d}}\nu \\=&4{\frac {(\mu -\lambda )(\mu -\nu )(\lambda -\nu )}{cxy}}{\rm {d}}\mu \,{\rm {d}}\lambda \,{\rm {d}}\nu \end{aligned}}}

### Operatoren in Paraboloid-Koordinaten
Wegen der länglichen Ausdrücke für die metrischen Faktoren, wird auf die allgemeine Darstellung der Operatoren Gradient, Divergenz und Rotation eines Vektorfeldes im Hauptartikel verwiesen.
Der Laplace-Operator ist::406:655
{\displaystyle {\begin{aligned}\Delta f=&{\frac {\sqrt {(\mu -a)(\mu -b)}}{(\mu -\lambda )(\mu -\nu )}}{\frac {\partial }{\partial \mu }}\left({\sqrt {(\mu -a)(\mu -b)}}{\frac {\partial f}{\partial \mu }}\right)\\&+{\frac {\sqrt {(a-\lambda )(\lambda -b)}}{(\mu -\lambda )(\lambda -\nu )}}{\frac {\partial }{\partial \lambda }}\left({\sqrt {(a-\lambda )(\lambda -b)}}{\frac {\partial f}{\partial \lambda }}\right)\\&+{\frac {\sqrt {(a-\nu )(b-\nu )}}{(\mu -\nu )(\lambda -\nu )}}{\frac {\partial }{\partial \nu }}\left({\sqrt {(a-\nu )(b-\nu )}}{\frac {\partial f}{\partial \nu }}\right)\end{aligned}}}

### Lösung der Laplace- und Helmholtz-Gleichung in Paraboloid-Koordinaten
Paraboloid-Koordinaten bieten sich bei der Lösung von Randwertaufgaben an, in denen die Ränder paraboloidförmig sind. Die Lösung wird erleichtert, wenn eine Trennung der Variablen gelingt, was in Paraboloid-Koordinaten immer möglich ist:7:511 Das im Hauptartikel angegebene Vorgehen zur Trennung der Variablen basiert auf der Stäckel-Matrix, die in jeder Zeile nur von einer Koordinate abhängige Ansatzfunktionen enthält und hier
{\displaystyle \mathbf {S} ={\begin{pmatrix}{\frac {\mu ^{2}}{4(\mu -a)(\mu -b)}}&{\frac {1}{(\mu -a)(\mu -b)}}&{\frac {\mu }{2(\mu -a)(\mu -b)}}\\{\frac {-\lambda ^{2}}{4(a-\lambda )(\lambda -b)}}&{\frac {-1}{(a-\lambda )(\lambda -b)}}&{\frac {-\lambda }{2(a-\lambda )(\lambda -b)}}\\{\frac {\nu ^{2}}{4(a-\nu )(b-\nu )}}&{\frac {1}{(a-\nu )(b-\nu )}}&{\frac {\nu }{2(a-\nu )(b-\nu )}}\end{pmatrix}}}
lautet.:44 Die Stäckel-Determinante ist die Determinante dieser Matrix:
{\displaystyle S={\frac {(\mu -\lambda )(\mu -\nu )(\lambda -\nu )}{8(\mu -a)(\mu -b)(a-\lambda )(\lambda -b)(a-\nu )(b-\nu )}}}
mit den Minoren
{\displaystyle {\begin{aligned}M_{11}=&{\begin{vmatrix}{\frac {-1}{(a-\lambda )(\lambda -b)}}&{\frac {-\lambda }{2(a-\lambda )(\lambda -b)}}\\{\frac {1}{(a-\nu )(b-\nu )}}&{\frac {\nu }{2(a-\nu )(b-\nu )}}\end{vmatrix}}\!\!\!\!\!\!\!\!\!\!&={\frac {\lambda -\nu }{2(a-\lambda )(\lambda -b)(a-\nu )(b-\nu )}}\\M_{21}=&-{\begin{vmatrix}{\frac {1}{(\mu -a)(\mu -b)}}&{\frac {\mu }{2(\mu -a)(\mu -b)}}\\{\frac {1}{(a-\nu )(b-\nu )}}&{\frac {\nu }{2(a-\nu )(b-\nu )}}\end{vmatrix}}\!\!\!\!\!\!\!\!\!\!&={\frac {\mu -\nu }{2(\mu -a)(\mu -b)(a-\nu )(b-\nu )}}\\M_{31}=&{\begin{vmatrix}{\frac {1}{(\mu -a)(\mu -b)}}&{\frac {\mu }{2(\mu -a)(\mu -b)}}\\{\frac {-1}{(a-\lambda )(\lambda -b)}}&{\frac {-\lambda }{2(a-\lambda )(\lambda -b)}}\end{vmatrix}}&={\frac {\mu -\lambda }{2(\mu -a)(\mu -b)(a-\lambda )(\lambda -b)}},\end{aligned}}}
Die Notwendige und hinreichende Bedingung für eine einfache Separierbarkeit der skalaren Helmholtz-Gleichung ist damit erfüllt:
{\displaystyle {\begin{aligned}&h_{\mu }^{2}={\frac {S}{M_{11}}},\;h_{\lambda }^{2}={\frac {S}{M_{21}}},\;h_{\nu }^{2}={\frac {S}{M_{31}}},\\&{\frac {h_{\mu }h_{\lambda }h_{\nu }}{S}}={\sqrt {(\mu -a)(\mu -b)}}{\sqrt {(a-\lambda )(\lambda -b)}}{\sqrt {(a-\nu )(b-\nu )}}\end{aligned}}}
Die Faktoren in der Lösungsfunktion {\displaystyle f(\mu ,\lambda ,\nu )=M(\mu )\cdot \Lambda (\lambda )\cdot N(\nu )} und die Trennungskonstanten {\displaystyle \alpha _{1,2,3}} bestimmen sich aus
{\displaystyle {\begin{aligned}&{\frac {1}{\sqrt {(\mu -a)(\mu -b)}}}{\frac {\partial }{\partial \mu }}\left({\sqrt {(\mu -a)(\mu -b)}}{\frac {\partial M}{\partial \mu }}\right)+\dots \\&\qquad \qquad \qquad \dots +{\frac {\alpha _{1}\mu ^{2}M}{4(\mu -a)(\mu -b)}}+{\frac {\alpha _{2}M}{(\mu -a)(\mu -b)}}+{\frac {\alpha _{3}\mu M}{2(\mu -a)(\mu -b)}}=0,\\&{\frac {1}{\sqrt {(a-\lambda )(\lambda -b)}}}{\frac {\partial }{\partial \lambda }}\left({\sqrt {(a-\lambda )(\lambda -b)}}{\frac {\partial \Lambda }{\partial \lambda }}\right)+\dots \\&\qquad \qquad \qquad \dots -{\frac {\alpha _{1}\lambda ^{2}\Lambda }{4(a-\lambda )(\lambda -b)}}-{\frac {\alpha _{2}\Lambda }{(a-\lambda )(\lambda -b)}}-{\frac {\alpha _{3}\lambda \Lambda }{2(a-\lambda )(\lambda -b)}}=0,\\&{\frac {1}{\sqrt {(a-\nu )(b-\nu )}}}{\frac {\partial }{\partial \nu }}\left({\sqrt {(a-\nu )(b-\nu )}}{\frac {\partial N}{\partial \nu }}\right)+\dots \\&\qquad \qquad \qquad \dots +{\frac {\alpha _{1}\nu ^{2}N}{4(a-\nu )(b-\nu )}}+{\frac {\alpha _{2}N}{(a-\nu )(b-\nu )}}+{\frac {\alpha _{3}\nu N}{2(a-\nu )(b-\nu )}}=0\end{aligned}}}.
Bei der Helmholtz-Gleichung {\displaystyle \Delta f+\kappa ^{2}f=0} ist {\displaystyle \alpha _{1}=\kappa ^{2}} und bei der Laplace-Gleichung ist entsprechend {\displaystyle \alpha _{1}=0}.:6